# Iris Berben
Pour les articles homonymes, voir Berben.
Iris Berben, de son vrai nom Iris Renate Dorothea Berben, née le 12 août 1950 à Detmold (Rhénanie-du-Nord-Westphalie), est une actrice, comédienne et voix allemande. Mère du producteur de film Oliver Berben, elle a aussi réalisé avec Andreas Lebert un documentaire sur Israël en 2004 pour la ZDF  "Iris Berben, und jetzt, Israël".

## Biographie
L'actrice n'a pas mis en avant son prénom Dorothea, qu'elle hérita de sa mère et grand-mère.
La fille unique de Heinz et Dorothea Berben passe sa prime enfance à Hambourg, ses parents tiennent un restaurant. Enfant, elle suit sa mère divorcée entre Detmold et Hambourg, puis la jeune fille est confiée deux années à ses grands-parents habitant Essen. Adolescente, elle est placée dans divers pensionnats et internats, et prise en charge surtout par sa grand-mère, car sa mère est partie vivre au Portugal, délaissant son enfant à 12 ans. Lycéenne turbulente, parfois expulsée de pensionnat pour indiscipline, et étudiante virtuelle avec un engagement d'opposition politique, à l'union des socialistes de Hambourg, mais proche de l'extrémisme anarchiste de gauche influencé par bande à Baader, la jeune femme est employée dès ses quinze ans par les jeunes vidéographes de l'école des Beaux-arts de Hambourg, autant pour sa plastique et ses postures que pour ses réparties savoureuses, parfois bafouillantes et faiblement articulées. Sans aucun diplôme secondaire, et encore moins de formation en art dramatique, elle est d'abord stricto sensu une actrice androgyne et insouciante, témoignant de sa propre vie et de ses engagements radicaux. En 1968, dans le court métrage Johnny Holzers Tagebuch, elle n'a aucun texte à dire contrairement aux autres acteurs, elle improvise alors paroles et geste à sa guise. Mais vite reconnue pour sa séduction naturelle, la jeune femme entame sans complexe une carrière d'actrice professionnelle, en quête d'argent et d'indépendance.
En 1970, sur le tournage "film spaghetti" du réalisateur italien Sergio Corbucci réunissant une équipe internationale, elle est tombée éperdument amoureuse à 19 ans de l'acteur Fernando Rey, figure paisible et paternelle, rassurante. Lors du tournage de l'affaire Eleni Voulgari début 1971, elle doit multiplier les mouvements de reprise, par exemple sauter sur une couchette en hauteur, alors qu'elle est enceinte de six mois. Son fils Oliver, né à Munich le 29 août 1971, n'a pas alors de père officiellement reconnu. Ses compagnons de vie connus sont Fritz Wepper dans ses jeunes années, le séduisant chanteur Abi Ofarim au tournant des années 1970, présenté souvent et de façon logique, comme le père d'Oliver, et l'homme d'affaires également israélien, Gabriel Lewy de 1974 à 2006. Elle partage sa vie depuis 2007, principalement entre le Portugal et l'Allemagne, avec son compagnon Heiko Kiesow.
Elle a été aussi l'amie artiste du réalisateur de films, Carlo Rola (1958-2016), avec lequel elle a participé, à égalité et dans un art sans concession, à trois projets d'art et d'essai iconoclastes dans les années 1990.

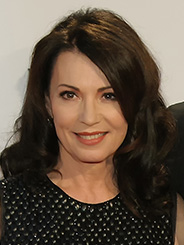
Iris Berben en octobre 2012

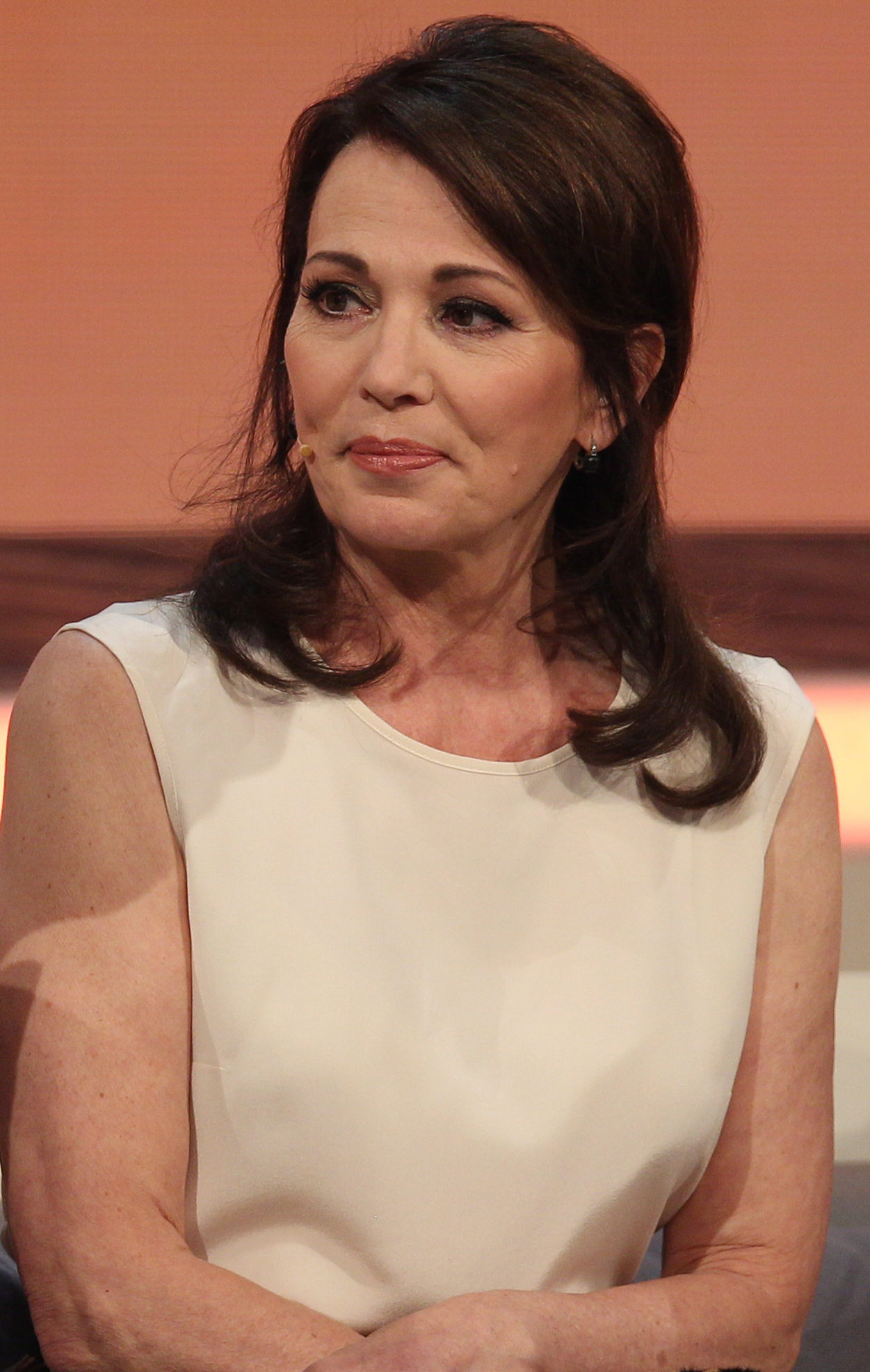
Iris à Graz en novembre 2014

## Filmographie
Elle a participé à plus de 200 films, en majorité de production télévisuelle.

### Cinéma
Une carrière d'abord prometteuse et dense en 1969 et 1970 s'étiole radicalement après un film spaghetti en 1970 qui casse son image d'actrice d'art et d'essai à peine formée, et ne reprend qu'à partir de 1980 et s'affirme modestement dans les années 1990. Après un rapide effacement après 2002, elle ne cesse de reprendre un second souffle après le célèbre film Buddenbrooks, adaptation en 2008 du grand roman hambourgeois sur la famille Buddenbrook de Thomas Mann, où elle incarne avec autorité la femme du consul, Bethsy Buddenbrook. Cette icône allemande du cinéma, d'abord perçue en personnage érotique et sexy, a tourné avec le réalisateur Fassbinder.
- 1965: Noch und Nöcher
- 1969: Der Mann mit dem Glasauge
- 1969: Detektive de Rudolf Thome.
- 1970 : Compañeros de Sergio Corbucci : Lola
- 1970: Stehaufmädchen
- 1980: Ach du lieber Harry
- 1983: Schwarzfahrer
- 1984: Tapetenwechsel
- 1986: Das Mißverständnis (Kurzfilm)
- 1987: Traumschiff Mexico
- 1988: Drei D
- 1990: Das Geheimnis des gelben Geparden
- 1991: Froschkönig (Zabí král)
- 1991: St. Petri Schnee
- 1992: Cosimas Lexikon
- 1993: Im Himmel hört Dich niemand weinen, avec Carlo Rola à New-York.
- 1994: Tod in Miami
- 1995 : Rudy de Peter Timm Almut Gützkow : Almut Gützkow
- 1996: Peanuts – Die Bank zahlt alles
- 1996: Kondom des Grauens
- 1997: Der stille Herr Genardy
- 1998: Living Dead
- 1998: Frau Rettich, die Czerni und ich
- 1998: Bin ich schön ? (Suis-je belle ?)
- 2000: Gefährliche Träume – Das Geheimnis einer Frau
- 2002: 666 – Traue keinem, mit dem du schläfst!
- 2008: Les Buddenbrooks (version 2008 en Allemagne)
- 2009: Es kommt der Tag
- 2012 : Anleitung zum Unglücklichsein de Sherry Hormann : La mère de Tiffany
- 2014: Miss Sixty
- 2015: Traumfrauen
- 2015: Alki Alki
- 2016 : Eddie the Eagle de Dexter Fletcher : Petra
- 2016: Shakespeares letzte Runde
- 2016: Conni & Co
- 2017: Conni & Co 2 – Das Geheimnis des T-Rex
- 2017: Jugend ohne Gott
- 2017: High Society
- 2017: Wo sie ist
- 2018: Der Vorname
- 2022 : Sans filtre (Triangle of Sadness) de Ruben Östlund : Therese
- 2022: Der Nachname
- 2023: Paradise
- 2023: 791 km
- 2024: Der Spitzname

### Télévision
L'essentiel de la longue carrière de l'actrice et comédienne Iris Berben concerne pourtant les films et séries, souvent à thématique policière ou criminelle, parfois des histoires romantiques sur les diverses chaînes de TV allemandes, sans oublier les comédies et les émissions de divertissement humoristique (Comedy-show), comme Sketchup de 1985 à 1986, qui l'a fait connaître au public populaire allemand, souvent d'origine étrangère.
Brandstifter (Incendiaire), film de Klaus Lemke en 1969, montre une jolie activiste conforme à son portrait d'époque, proche de la bande à Baader.

#### Séries télévisées
En ce qui concerne les séries diffusées en France, Iris Berben tourne deux épisodes de l'inspecteur Derrick en 1977, deux épisodes de Ein Fall für zwei en 1986, deux suites de la série Tatort respectivement en 1995 et 1999.
Elle participe aussi aux trente-neuf épisodes de la série TV Das Erbe der Guldenburgs entre 1986 et 1990, où elle joue l'aristocrate Evelyn von Guldenburg.
L'artiste confirmée se remarque dans Rosa Roth, série criminelle de la ZDF en 31 épisodes, réalisée par Carlo Rola, de 1994 à 2013, où elle joue la commissaire homonyme, promotrice d'une régularité toute logique.
Voici quelques participations à des séries TV diffusées en Allemagne, le plus souvent en invitée pour quelques épisodes ou suites.
- 1971: Der Kommissar (épisode : Kellner Windeck)
- 1972: Julia von Mogador (Die Leute von Mogador)
- 1976: Freiwillige Feuerwehr
- 1977: Derrick (deux épisodes de suite)
- 1977–1982: Der Alte (quatre suites)
- 1978: Zwei himmlische Töchter, série suite de la comédie Klimbim de Michael Pfleghar (six épisodes). Iris Berben qui joue au côté de Ingrid Steeger se fait connaître d'un plus vaste public allemand.
- 1979: Sonne, Wein und harte Nüsse (une suite)
- 1979: St. Pauli-Landungsbrücken (une suite)
- 1979: Ein Mann für alle Fälle (toute la série)
- 1981: Büro, Büro
- 1984: Angelo und Luzy
- 1984: Heiße Wickel – Kalte Güsse (une suite)
- 1985–1986: le divertissement produit par la Bayerischer Rundfunk, par épisodes de 28 min appelé comédie "Sketchup" passant à une heure d'écoute populaire sur la chaine ARD. La série a commencé en 1984, mais Iris Berben remplace Beatrice Richter et tourne avec son ancien partenaire, Diether Krebs.
- 1986–1990: Das Erbe der Guldenburgs, toute la série en trente-neuf épisodes, où elle joue l'aristocrate Evelyn von Guldenburg.
- 1986: Ein Fall für zwei (deux épisodes)
- 1987: Die glückliche Familie (un épisode)
- 1987: Das Traumschiff (suite intitulée Mexiko)
- 1987: Die Wilsheimer
- 1988: Meister Eder und sein Pumuckl (un épisode)
- 1989: Liebling Kreuzberg (deux suites)
- 1990: Liebesgeschichten (un épisode)
- 1994–2013: Rosa Roth, série criminelle réalisé pour la ZDF par Carlo Rola. Iris Berben joue la commissaire de la brigade criminelle, Rosa Roth.
- 1995: série Tatort: suite Mordauftrag
- 1999: série Tatort: suite Das Glockenbachgeheimnis
- 2017: Schulz & Böhmermann (dans Talkshow: Iris joue le rôle de Kathrin Ferrante en parodiant l'actrice Veronica Ferres[2]
- 2017: "Schuld" d'après Ferdinand von Schirach (un épisode)
- 2018: Pastewka, un épisode intitulé Cameo-Auftritt.
- 2018: Die Protokollantin
- 2020: Unter Freunden stirbt man nicht (quatre épisodes)
- 2023: Deutsches Haus (deux suites)

#### Téléfilms
- 1969: Brandstifter, film de 65 min par Klaus Lemke : Iris Berben est Iris, Margarethe von Trotta joue Anka.
- 1971: Supergirl – Das Mädchen von den Sternen, film de Rudolf Thome. La supergirl, étoile cosmique et déjantée, Francesca Farnese est jouée par Iris Berben.
- 1971: Der Fall Eleni Voulgari
- 1974: Abschied vom Abschied
- 1976: Das Fräulein von Scuderi
- 1981: Die Baronin
- 1988: Das Viereck
- 1988: Tagebuch für einen Mörder
- 1989: Karambolage
- 1992: Verflixte Leidenschaft
- 1992: Das große Fest
- 1993: Christinas Seitensprung
- 1994 : Un amour d'été (Sommerliebe) d'Iris Gusner : Franziska
- 1996: Der gefälschte Sommer
- 1998: Vergewaltigt – Eine Frau schlägt zurück
- 1998: Andrea und Marie
- 1998: Das Miststück
- 1999: Die Zauberfrau
- 1999: Der Solist – Kein Weg zurück
- 1999: Todsünden – Die zwei Gesichter einer Frau
- 2000: Das Teufelsweib
- 2001: Ein mörderischer Plan
- 2002: Fahr zur Hölle, Schwester!
- 2002: Wer liebt, hat Recht
- 2002: Die schöne Braut in Schwarz
- 2003: Dienstreise – Was für eine Nacht
- 2004: Das Kommando
- 2004: Schöne Witwen küssen besser
- 2005: Die Patriarchin réalisé par Carlo Rola (segmenté en plusieurs épisodes)
- 2006: Silberhochzeit
- 2006: Die Mauer – Berlin ’61
- 2007: Afrika, mon amour, film dramatique en trois parties de 90 min, réalisé par Carlo Rola. Iris Berben joue le personnage principal Katharina von Strahlberg.
- 2007: Frühstück mit einer Unbekannten
- 2007: Duell in der Nacht
- 2008: Der russische Geliebte
- 2008: Gott schützt die Liebenden (Dieu protège les amoureux), film adapté du roman de l'homme de lettres Johannes Mario Simmel, réalisé par Carlo Rola. Iris joue Sybille Loredo alias Victoria Brunswick.
- 2008: Kommissar Süden und das Geheimnis der Königin
- 2009: Krupp – Eine deutsche Familie, film historique réalisé pour la ZDF par Carlo Rola sur les derniers feux de la dynastie industrielle et financière issu du fondeur et aciériste Krupp en trois épisodes de 90 min, d'après un livret de Christian Schnalke : Iris interprète Bertha Krupp âgée. Notez que son fils Oliver Berben est producteur.
- 2009: Tiger-Team – Der Berg der 1000 Drachen
- 2010: Kennedys Hirn
- 2010: Die Prinzessin auf der Erbse (La princesse et le petit pois), d'après le conte d'Andersen, adapté par le réalisateur Bodo Furneisen. Iris joue la sœur envieuse du vieux roi, s'efforçant d'accaparer le trône et la couronne.
- 2010: Meine Familie bringt mich um!
- 2011: Niemand ist eine Insel
- 2011: Liebesjahre
- 2013: Die Kronzeugin – Mord in den Bergen
- 2013: Stille
- 2013: Ein weites Herz – Schicksalsjahre einer deutschen Familie
- 2014: Der Wagner-Clan. Eine Familiengeschichte, film de 109 min réalisé par Christiane Baltasar. Iris Berben incarne Cosima Wagner.
- 2014: Sternstunde ihres Lebens
- 2014: Das Zeugenhaus
- 2015: Die Eisläuferin
- 2015: Die Neue
- 2016: Familie! (en plusieurs parties)
- 2018 : Le commissaire Polt reprend du service adapté de "Alt, aber Polt" de Julian Pölsler : Mira Martell
- 2019: Hanne
- 2020: Lang lebe die Königin
- 2020: Nicht tot zu kriegen
- 2020: Mein Altweibersommer
- 2020: Das Unwort
- 2020: Altes Land (en plusieurs parties)
- 2022: Und dann steht einer auf und öffnet das Fenster

### Une voix allemande
Alors que sa jeune voix était jugée inappropriée et était souvent reprise et doublée dans ses premiers film au-delà de trente ans, Iris Berben est devenue, pour le cinéma et la télévision allemande, une voix utilisée en synchronisation, en commentaire ou en doublure, par exemple celle de Whoopi Goldberg dans Racing Stripes en 2005 ou de Julia Roberts dans Smurfs: The Lost Village en 2017.
Cette reconversion commencée en 1992 et 1993, mais peut-être jugée réussie et maîtrisée seulement en 2005, l'incite à multiplier ses lectures à haute voix, en particulier pour le livre audio, à partir de 2005 avec "Bonjour Tristesse" de Françoise Sagan. Cette militante contre l'antisémitisme a ensuite lu le Journal d'Anne Frank ou les écrits journaliers du propagandiste Goebbels.

#### Quelques livres audio lu en allemand par Iris Berben
- 2005: Françoise Sagan, Bonjour tristesse. Random House Audio Köln,  (ISBN 978-3-89830-972-1).
- 2006: Minka Pradelski, Und da kam Frau Kugelmann. Random House Audio Köln,  (ISBN 978-3-86604-185-1).
- 2007: Anna Gmeyner, Manja. Hörkultur,  (ISBN 978-3-9523087-4-5).
- 2010: Petra Hammesfahr, Die Mutter. Random House Audio Köln, gekürzt 4 CD, 296 min,  (ISBN 978-3-8371-0442-4)
- 2011: Marina Lewycka, Kurze Geschichte des Traktors auf Ukrainisch. Random House Audio Köln,  (ISBN 978-3-8371-0875-0).
- 2011: Verbrannte Bücher – Verfemte Komponisten, Verlag Herder,  (ISBN 978-3-451-31978-5).
- 2015: Les frères Grimm, Brüderchen und Schwesterchen. Amor Verlag,  (ISBN 978-3-944063-72-0).
- 2015: Les frères Grimm, Frau Holle. Amor Verlag,  (ISBN 978-3-944063-71-3).
- 2016: Hans Christian Andersen, Die kleine Meerjungfrau. Amor Verlag,  (ISBN 978-3-944063-95-9).
- 2017: David Walliams, Zombie-Zahnarzt, Argon Verlag,  (ISBN 978-3-8398-4122-8).
- 2020: Frances Hodgson Burnett, Der geheime Garten, cbj audio,  (ISBN 978-3837150438).
- 2021: Petra Hammesfahr, Der stille Herr Genardy, Lübbe Audio,  (ISBN 978-3-7540-0054-0)

#### Pièces radiophoniques
- 2018: Die Kinder der toten Stadt, Hörspiel und Musikalbum, LAVA JAM LJ1801. Drame musical de Sarah Kass, de Lars Hesse (partie musicale) et Thomas Auerswald (livret et chanson), sur un épisode relaté du ghetto de Theresienstadt. Iris Berben, marraine du projet, est la voix de la femme du compositeur.

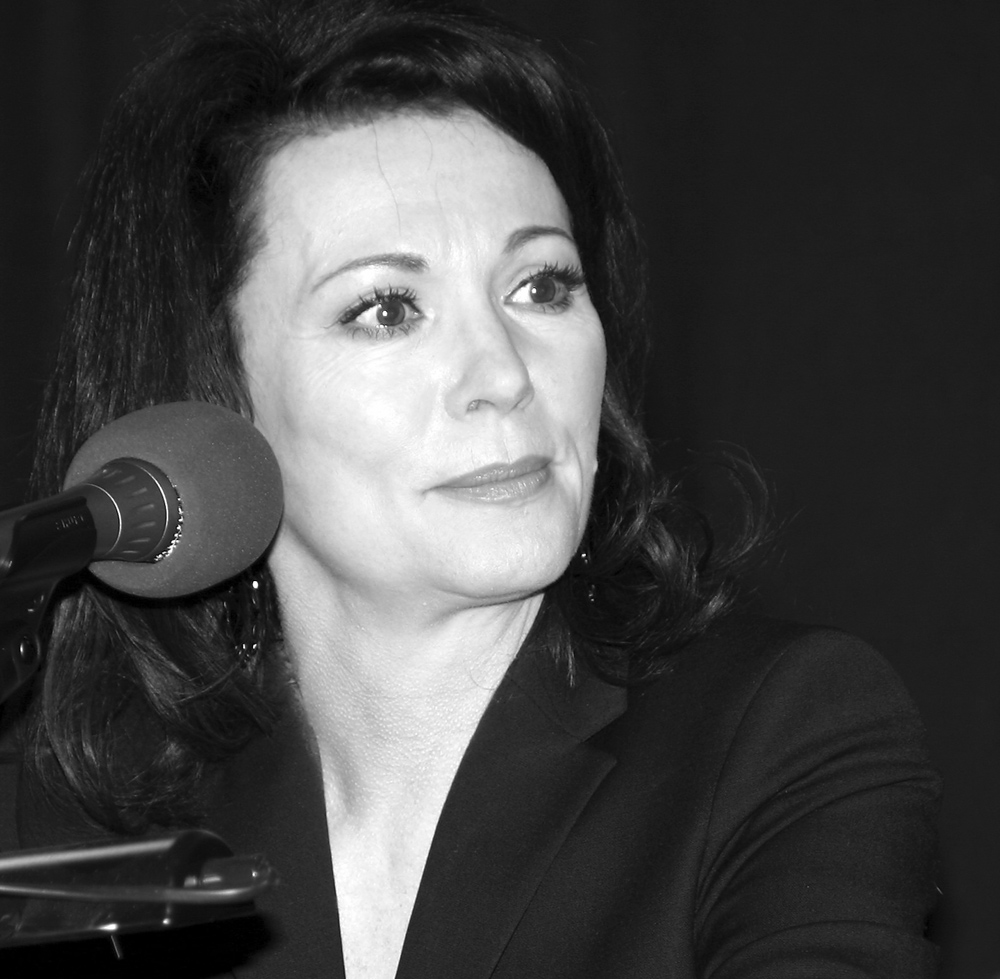
Iris Berben, une voix allemande, une lectrice connue du monde germanophone, mars 2007
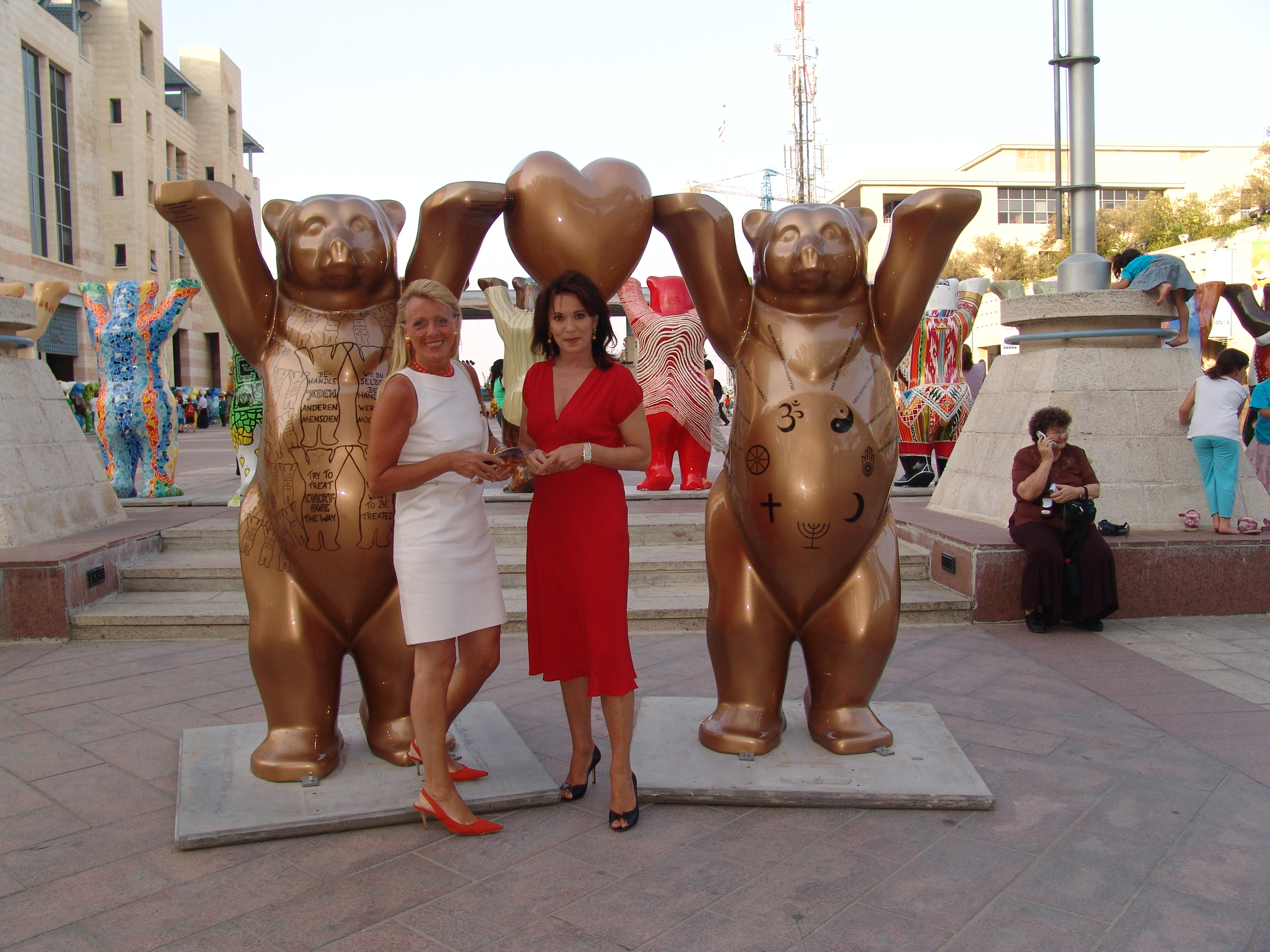
Iris Berben et Eva Herlitz en 2007 devant les ours bedonnants de Jérusalem
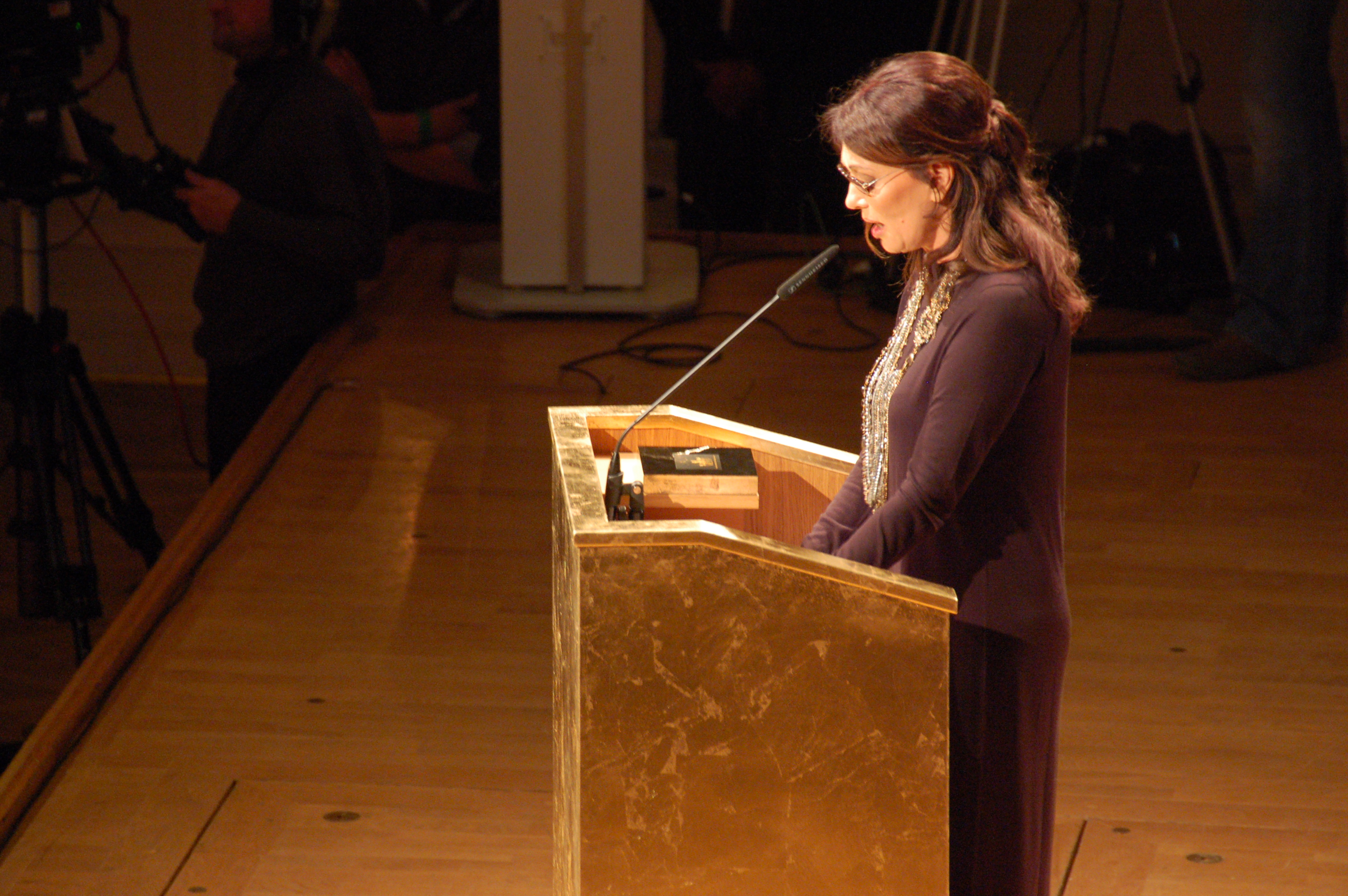
Maîtresse de séance ou laudatrice au pupitre lors la cérémonie de remise des prix Quadriga début novembre 2010
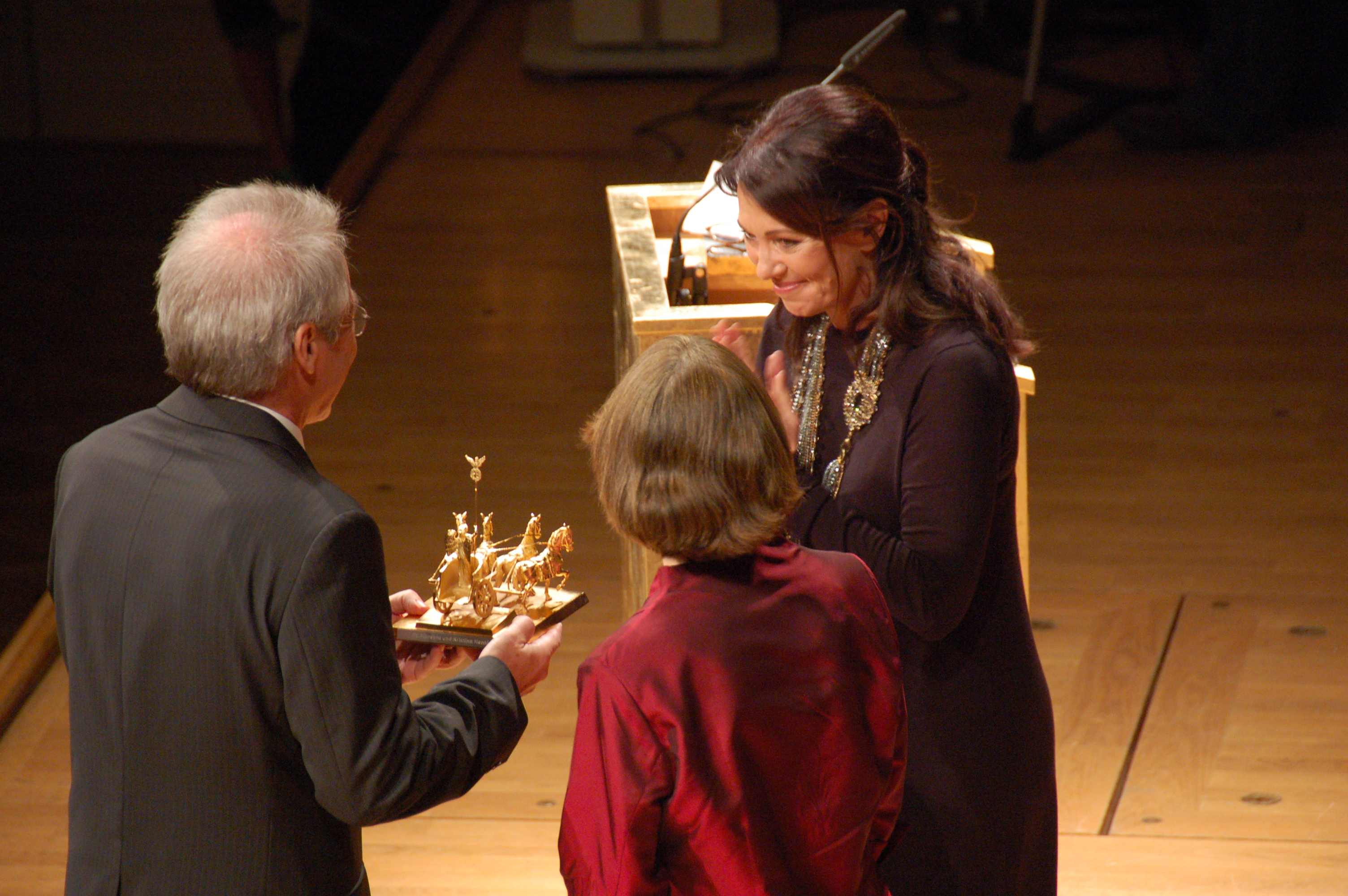
Remettant le Quadrige nommé "Lumière d'empathie" au couple Henning, fondateur d'un centre ophtalmologique à Lahan au Népal, au cours de la même cérémonie
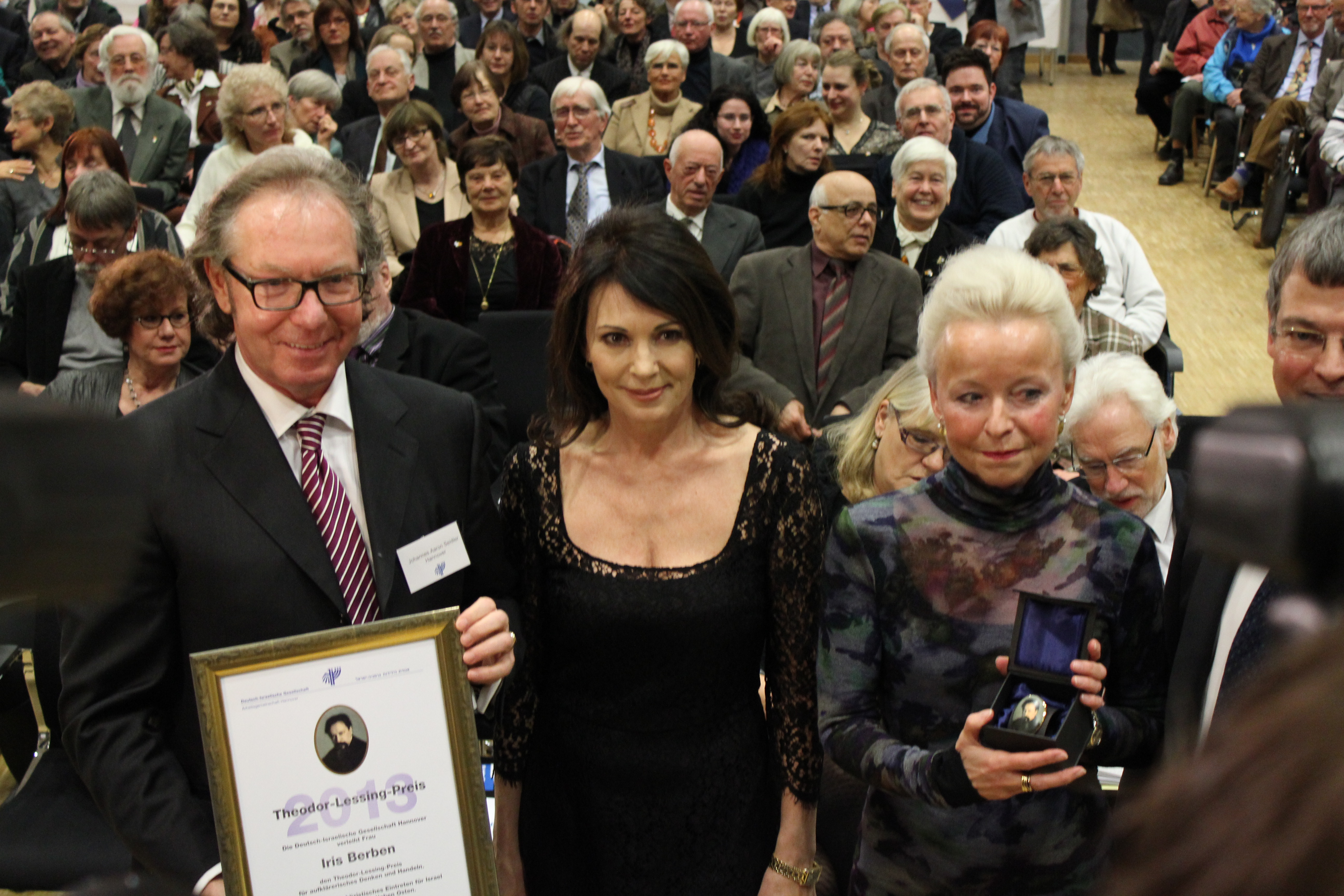
Remise du prix Theodor Lessing à Iris Berben, à Hanovre le 14 février 2013

### Écriture et édition
Iris Berben ne devient pas seulement une voix allemande en 2005, elle publie son travail d'écriture, qui répond d'abord aux questions de son public, avec l'aide et le conseil d'écrivains plus confirmés. Elle travaille aussi avec les photographes et les illustrateurs, éditent désormais divers ouvrages ou livres audio qui lui tiennent à cœur.

#### Livres signés ou co-signés Iris Berben.
- Älter werde ich später. Das Geheimnis, schön und sinnlich, fit und entspannt zu sein. Goldmann, München 2005,  (ISBN 3-442-16726-4). (Je vieillirai plus tard. Le secret pour être belle et sensuelle, en forme et décontractée).
- (Avec Nicole Maibaum), Frauen bewegen die Welt. . Droemer, München 2009,  (ISBN 978-3-426-27468-2). (Les femmes font bouger le monde).
- (Avec Christoph Amend)Ein Jahr – ein Leben. . Fischer, Frankfurt am Main 2012,  (ISBN 978-3-10-004815-8). (Un an, une vie)
- (Avec les photographies de Tom Krausz), Jerusalem: Menschen und Geschichten einer wundersamen Stadt. Corso in der Verlagshaus Römerweg GmbH, Wiesbaden 2015,  (ISBN 978-3-7374-0715-1),[3] (Jérusalem : Sur les Hommes et les histoires d'une ville miraculeuse)

#### Iris Berben éditrice
- Eilige Nacht. Etwas andere Weihnachtsgeschichten. Kreuz, Stuttgart 2004,  (ISBN 3-7831-2471-9). (Nuit pas si sainte et surtout précipitée : différentes histoires de Noël)
- Unter einem Himmel. Geschichten und Gedichte von Freundschaft und Toleranz. Kreuz, Stuttgart 2005,  (ISBN 3-7831-2547-2). (Sous un ciel identique, contes et poèmes d'amitié et de tolérance)
- Livre avec les illustrations de Joachim Knappe), intitulé Weihnachten für dich und mich. Die schönsten Geschichten aus aller Welt., associé à un livre audio CD lu par Iris Berben. cbj, München 2005,  (ISBN 3-570-13036-3) (Une douce nuit de Noël juste pour toi et moi. Les plus belles histoires du monde entier)

### Prix, récompenses et distinctions
- 1987, 2004 et 2012: Goldene Kamera ou prix de la caméra d'or
- 1990, 2002 et 2009: prix Bambi
- 1997: Bundesverdienstkreuz ou Ordre du Mérite de République Fédérale d'Allemagne sur ruban
- 2000: prix d'or spécial Europa GALA
- 2001: prix Scopus
- 2002: Prix Leo-Baeck
- 2003: Bundesverdienstkreuz de première classe
- 2004: Prix du Women’s World – World Tolerance Award
- 2004, 2005 et 2007: Romy d'or
- 2005: Ordre du mérite bavarois
- 2006: Médaille d'or munichoise ou München leuchtet des amis de la Ville.
- 2007: ordre de Karl-Valentin
- 2007: Ours berlinois ou Berliner Bär (B.Z.-Kulturpreis)
- 2007: Prix Steiger
- 2008: Honneur spécial du Prix Adolf-Grimme
- 2009: Prix du courage civique
- 2010: Prix international Félix Mendelssohn de Leipzig, distinguant son engagement social
- 2010: Nomination au Emmy Award pour le film "Krupp – Eine deutsche Familie (une famille allemande)" dans la catégorie "Meilleure performance d'une actrice"
- 2011: Prix de la TV bavaroise, prix d'honneur pour l'ensemble de sa carrière
- 2011: Prix du Courage
- 2011: Médaille d'argent de la constitution bavaroise
- 2012: Prix Grimme pour l'équipe de Liebesjahre avec Magnus Vattrodt, Matti Geschonneck, Peter Simonischek, Nina Kunzendorf et Axel Milberg)
- 2012: Rose d’Or, catégorie „Lifetime Rose“ au festival Rose d’Or à Lucerne.
- 2013: Prix de la compréhension et de la tolérance du musée juif de Berlin.
- 2013: Prix de la culture européenne »Pro-Humanitate«
- 2013: Prix Theodor Lessing[4]
- 2014: Prix Erich Kästner de Dresde
- 2014: Prix d'honneur du Ministre-président du land de Hesse, dans le cadre des prix cinématographiques de Hesse[5]
- 2015: Ordre du mérite de l'état de Berlin
- 2015: Prix Herbert-Strate
- 2015: Prix Toni-Pfülf[6]
- 2016: Prix Georg-August-Zinn[7]
- 2017: Buffle d'or ou Goldener Ochse
- 2018: Prix Romy de platine[8]
- 2018: Prix d'interprétation du festival du film allemand[9]
- 2019: Prix d'honneur du festival du film Max Ophüls
- 2019: Médaille constitutionnelle bavaroise en or[10]
- 2020: Ordre du mérite de l'état de Rhénanie-du-Nord-Westphalie[11]
- 2020: Œil d'or au Festival du film de Zurich pour l'ensemble de sa carrière[12]
- 2022: Ordre contre la sévérité envers les animaux[13]
- 2022 (14 septembre): Prix d'honneur des fondateurs de la TV allemande[14]
- 2022: plaquette Martin-Buber dite Euriade
- 2023: Prix Schiller de la ville de Marbach am Neckar[15]